# Велење
 Велење (словен. Velenje) је град у Словенији и друго по важности насеље Савињске регије. Велење је и управно средиште истоимене општине Велење.

## Положај
Град Велење налази се у средишњем делу земље, на 81 km североисточно од престонице Љубљане и на 20 km од Цеља, средишта Савињске регије и првог већег града Велењу.

## Природне одлике
Рељеф: Велење се налази у средишњем делу Словеније, у југозападном делу области Штајерска. Град се сместио у истоименој Велењској котлини, коју ствара река Пака. Изнад котлине и града се издижу планине Љубела на северозападу и Пашки Козјак на североистоку.
Клима: У општини влада умерено континентална клима.
Воде: Ободом Велења протиче речица Пака. На реци Паки низводно од града образовано је вештачко Велењско језеро.

## Историја
Подручје Велења било је насељено од праисторије, али све до пре 150 година било је то невелико село. Међутим, у 19. веку овде се отвара рудник лигнита. Захваљујући руднику град се брзо развијао након Другог светског рата. 1959. године Велење добила положај града је постаје град.
Након Титове смрти, 1981. године мења име у Титово Велење. Старо име се враћа 1991. године, убрзо након проглашавања словеначке независности.
Велење је више векова био у поседу Хабзбурговаца. 1918. године оно се прикључује Краљевству Срба, Хрвата и Словенаца, касније Југославија, да би данас био један од 10 водећих градова Словеније.

## Становништво
Град Велење данас има око 26.000 становника и по броју је то пети град у држави. Као и у свим већим градовима Словеније удео несловеначког становништва (највише из других републике бивше Југославије) је приметан, иако етнички Словенци чине ¾ градског становништва.

## Привреда
Велење је један од словеначких градова са најбурнијим развојем током последњих 100ак година. Разлог овоме је прво било рударство, касније изградња велике термоелектране у оближњем Шоштању и на крају развој фабрике беле технике „Горење“ у великог индустријског гиганта.

## Збирка слика
- Велењско језеро и ТЕ „Шоштањ"
- Велењски замак
- Градска железничка станица
- Леонид Брежњев и Александар Ранковић у Велењу 1962.